# Campionat del Món de surf de neu
El Campionat del Món de surf de neu és organitzat per la Federació Internacional d'Esquí (FIS). Va tenir lloc per primer cop el 1996 i se celebra cada any imparell. Les competicions inclouen snowboard cross, migtub, eslàlom en paral·lel i Big Air.

## Historial
| Edició       | Any  | Seu                              |
| ------------ | ---- | -------------------------------- |
| I detalls    | 1996 | Lienz, Àustria                   |
| II detalls   | 1997 | Innichen, Itàlia                 |
| III detalls  | 1999 | Berchtesgaden, Alemanya          |
| IV detalls   | 2001 | Madonna di Campiglio, Itàlia     |
| V detalls    | 2003 | Kreischberg, Àustria             |
| VI detalls   | 2005 | Whistler Mountain, Canadà        |
| VII detalls  | 2007 | Arosa, Suïssa                    |
| VIII detalls | 2009 | Gangwon-do, Corea del Sud        |
| IX detalls   | 2011 | La Molina - Barcelona, Catalunya |
| X detalls    | 2013 | Stoneham-et-Tewkesbury, Canadà   |
| XI detalls   | 2015 | Kreischberg, Àustria             |
| XII detalls  | 2017 | Sierra Nevada, Espanya           |